# Pascal Coffez
 (mars 2016).
Pascal Coffez, né en 1957 à Sainghin-en-Weppes (France), est un dessinateur de presse et illustrateur franco-suisse.
Il a travaillé dans la presse d'entreprise (La Poste, France Telecom, CNP Assurances, Ministère de l'Outre-mer...) et collabore actuellement au magazine satirique Nebelspalter et au journal Andelfinger Zeitung (de) dans lequel il a sa rubrique "Coffez zur Woche". Il lui arrive également de dessiner dans le quotidien "Sc"  haffhauser Nachrichten". Il a participé à l'exposition  Suisse 2.0 au Musée du dessin de presse (Lien) de Morges (CH).
Examinateur-correcteur DELF-DALF (A1/A2, B1/B2, C1/C2), il enseigne le français en Suisse.

## Coffez zur Woche
Pascal Coffez publie chaque semaine deux dessins dans les colonnes d'Andelfinger Zeitung. Sa rubrique « Coffez zur Woche », met en scène une actualité ou un événement qui l'a surpris ou intéressé.